# Myrcia myrcioides
Myrcia myrcioides är en myrtenväxtart som först beskrevs av Joáo Rodrigues de Mattos och Carlos Maria Diego Enrique Legrand, och fick sitt nu gällande namn av Joáo Rodrigues de Mattos. Myrcia myrcioides ingår i släktet Myrcia och familjen myrtenväxter.
Artens utbredningsområde är Bolivia. Inga underarter finns listade i Catalogue of Life.